# 1885年塔科马排华事件
塔科马骚乱，又称1885年塔科马华人驱逐事件，是指1885年11月3日 华盛顿领地 塔科马发生的针对华人群体的暴力驱逐事件。此前，市领导曾提议在11月1日之前将所有华人驱逐出塔科马。1885年11月3日，由知名商人、警察和政治领袖组成的暴徒袭击了唐人街。 暴徒将华人居民押送到火车站，并强迫他们登上前往俄勒冈波特兰的火车。 接下来的几天里，唐人街剩余的建筑物被夷为平地。 这一事件是整个美国西部 反华情绪 和暴力事件不断升级的结果。
这一有组织的行动被称为“塔科马模式”，尽管遭到国内和国际社会的强烈抗议，但它仍被用作如何将华人居民强行驱逐出美国西部各城镇的范例。 塔科马和整个华盛顿领地的反华情绪十分高涨，以至于参与骚乱的人没有因为他们的行为而受到任何惩罚。
此次事件对华人移民塔科马的影响持续了数十年。1992年，华人公民和解委员会成立。 1993年，塔科马市议会就驱逐事件发表声明，称其为“最应受谴责的事件”。 2005年，为了纪念这一事件，塔科马市动工兴建了华人纪念公园。

## 背景

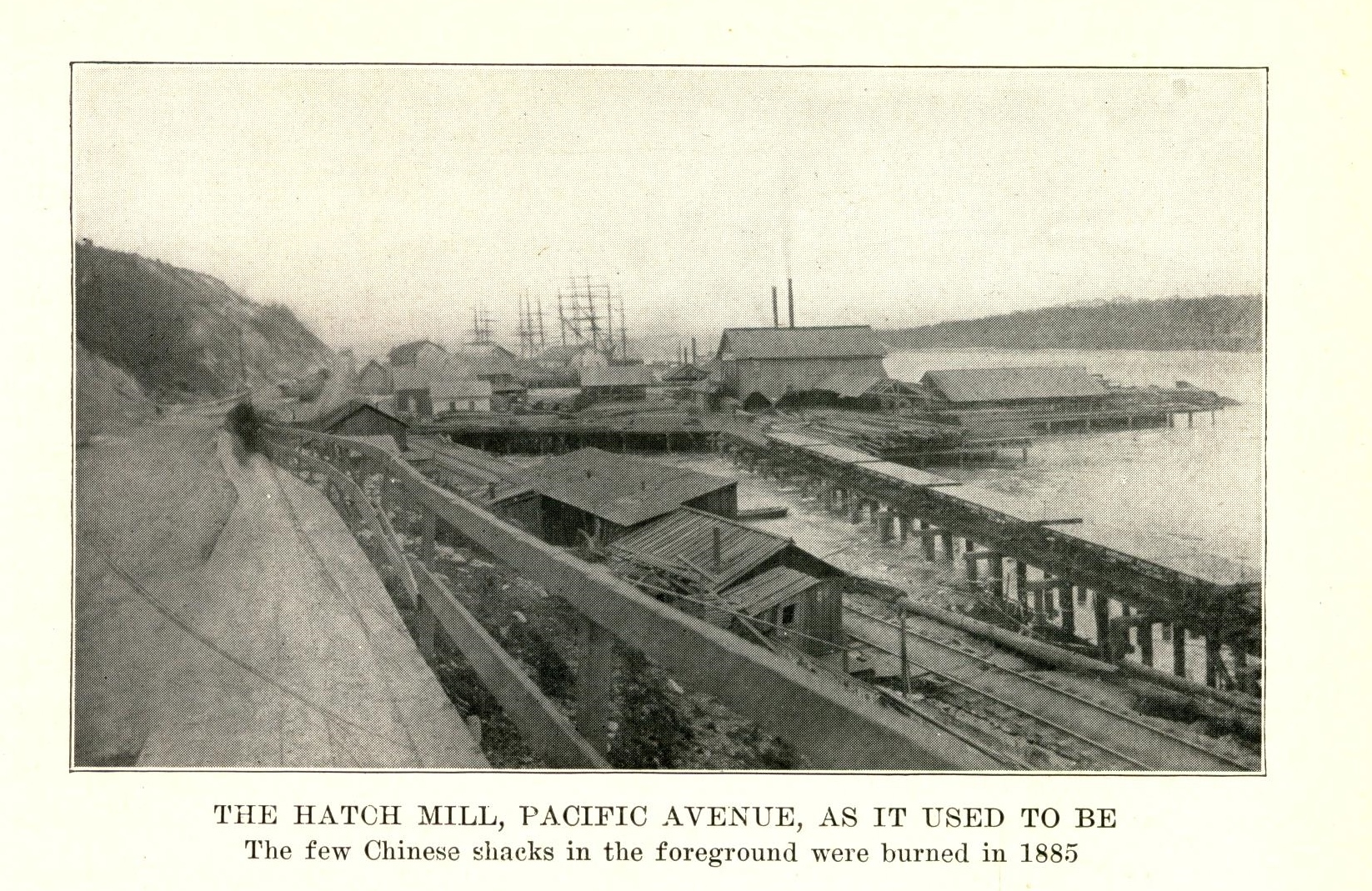
塔科马华人曾聚居于铁路旁

19世纪中期華人开始移民到美国西部从事于矿工与铁路等苦力工作。那时期华工在美国受到相当大的偏见与排斥，很多白人认为华人的低价勞力会压低他们自己的工资或抢他们的工作:88。
从1873年开始，美国进入一个长期的经济衰退。美国工人对“中国佬”的偏见也更加高，美国反中情绪也越激烈。
1873年底，北太平洋铁路在塔科马的终點站竣工。很多铁路华工便在附近的水滨工业找工作，並於塔科马車站附近形成唐人街，當時又有「小广州」（Little Canton）之稱，即今塔科马市中心东部海灣岸边。
1877年三藩市反华暴乱之后，加州工人工会於加利福尼亚州成立，該工會特别强调反对华人劳工，甚至以「華人必須滾！」（The Chinese must go!）為組織口号。此口号传遍美国西部，塔科马也用以此激起当地的排華運動。無獨有偶地，另一个工会「勞動騎士團」在华盛顿州利用反华情绪，来促进白人劳工的利益。
1882年美国国会通过美国排华法案，停止华人移民。1884年一个新成立的「工人工会」（Workingmen's Union）支持一位德国移民商人雅各布·魏斯巴赫（Jacob Weisbach）当选塔科马市长。
1885年2月，加利福尼亚州的尤里卡将市内所有华人驱逐。当时塔科马人口有6,936人，其中700是華人。

## 驱逐

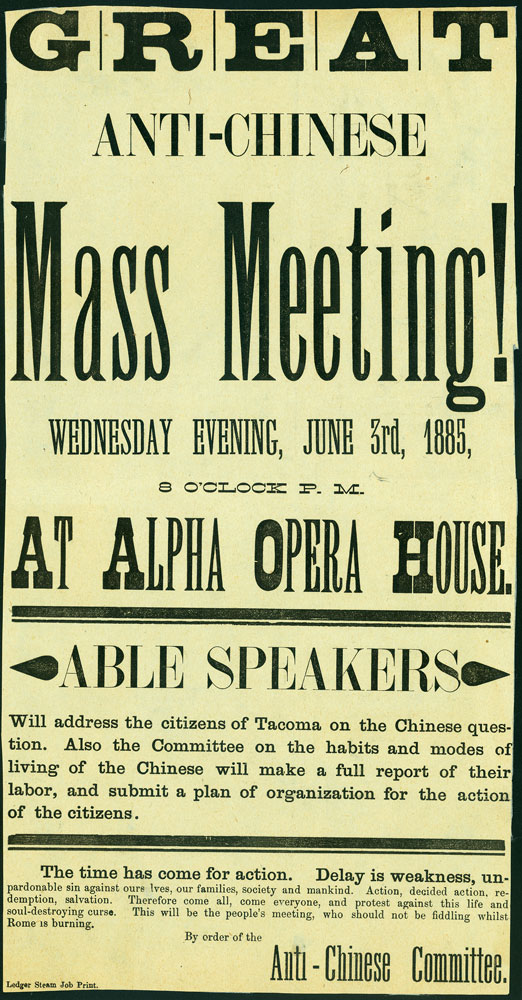
6月3日反华大会

1885年2月中旬，塔科马市长雅各布·魏斯巴赫（Jacob Weisbach）与一小群人开会，讨论「華人问题」。那时尤里卡华人驱逐事件的消息刚刚传到塔科马，他们听到了这“尤里卡办法”便决定再开一些更大会议来解决此"问题":359:222。
然后魏斯巴赫在阿尔法歌剧院（Alpha Opera House）召集了两次市民大会（2月21日與6月3日），决定禁止雇用华人并将华人驱逐城外:223。
1885年9月2日石泉城大屠杀爆发，9月7日史夸克谷也发生华人谋杀事件，这些新闻更加激动了塔科马的反华分子:365。
1885年9月28日，魏斯巴赫又在西雅图召开了一个“反华代表会”（Anti-Chinese Congress），魏斯巴赫选为主席。这个代表会就决定将华人从整个华盛顿州西部驱逐:366。
1885年10月3日，塔科马的阿尔法歌剧院又开了会议，选出一个十五人委员会来执行此驱逐。这十五人委员会便通知市内所有华人要以11月1日之前离开。在这威胁之下，很多华人便开始移出塔科马，但是11月1日期限过后还有约200华人留在城内:206。
1885年11月3日，一群约500人的暴民与警察侵入塔科马的唐人街（共两个区域）。这群人的领导人物包括市长魏斯巴赫与两位未来的市长，共27人。后来这27人就称为“塔科马27”（Tacoma 27）。这群暴徒把唐人街全部居民强迫运到火车站，驱逐至波特兰:219。在此华人被迫购买自己的火车票。没钱买票的人只好坐货车的车厢，或沿着铁路走140英里到波特兰:219。当天天气是倾盆暴雨，在火车站等车的华人有两人遭到凍死。
几天之内，这两个唐人街便遭到烧毁:222:57，因此塔科马成為当今美国西海岸主要港都之中，唯一没有唐人街者。
1885年11月7日，“塔科马27”被控告阴谋之罪，但他们一直没有被定罪。这27人成为当地的英雄，并还继续领导地方政治好几年:383。

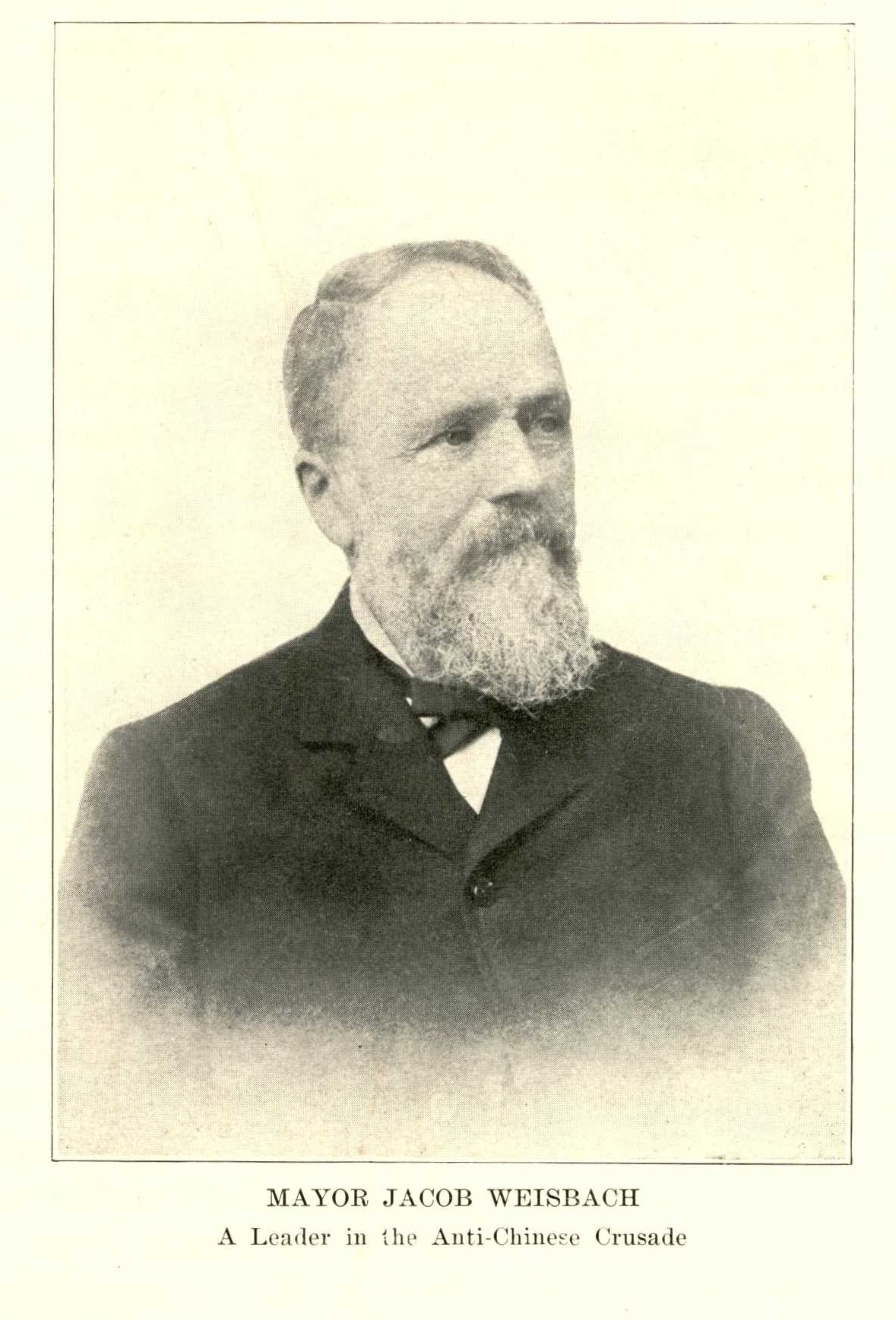
市长魏斯巴赫
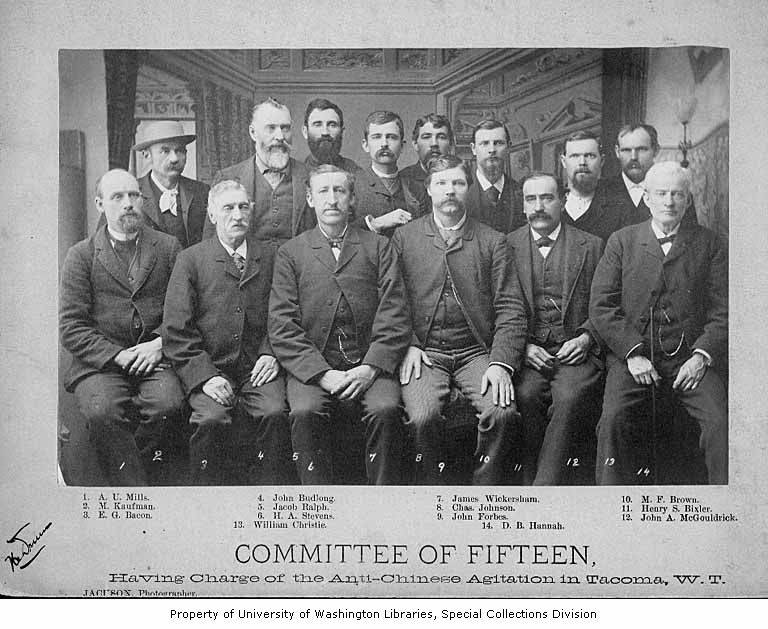
十五人委员会
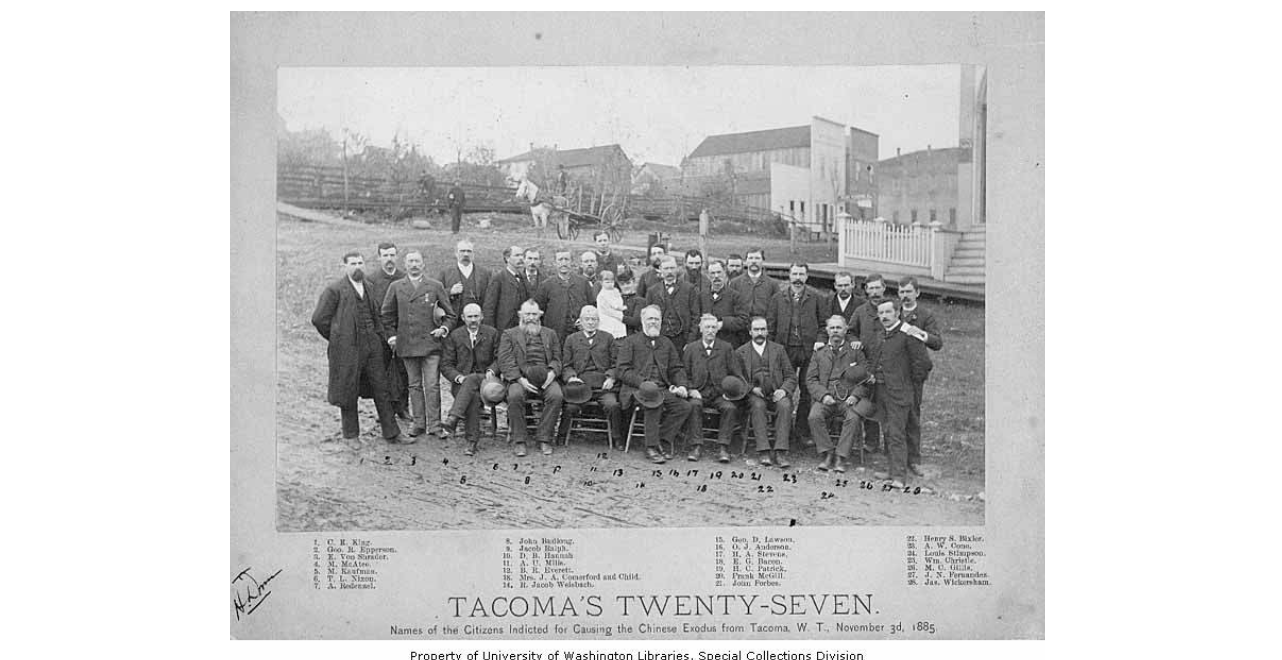
塔科马27

## 驱逐后史
这种有计划的逐华作法就被称为“塔科马办法”，类似那年2月的“尤里卡办法”。很多城市就用这种模式来继续驱逐华人:121。
1888年10月1日，美国国会通过斯科特法案（Scott Act），禁止华人在离开美国后再次入境。
1888年10月19日，美国国会批准了一道法令，向清朝政府付了超过276,619.75美元的款项，以補偿塔科马驱逐华人和其他反华暴动案件:383:229。

### 协和园

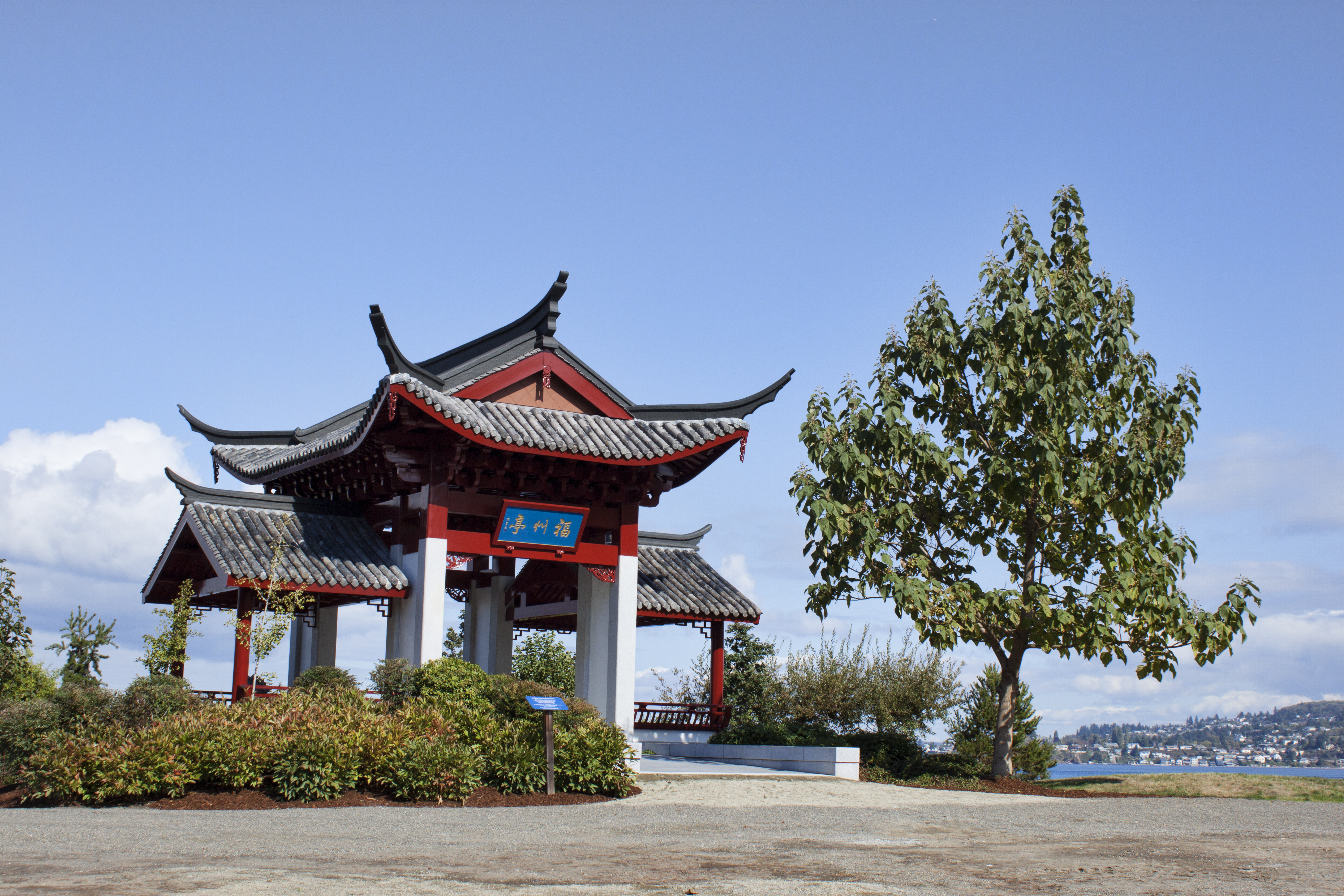
协和园的福州亭

1993年11月，塔科马市议会通过决32415號议案，市政府与塔科马社区协和促进会共同筹建塔可玛中华协和公园（Tacoma Chinese Reconciliation Park），简称协和园，位於柯梦湾（Commencement Bay）畔，距离十九世纪时期的小广州不远 。市政府表示：
对於暴力排华事件，深表遗憾歉疚，予以谴责，并承诺建造协和园，以资纪念。
1994年11月16日，塔科马与中華人民共和國福州市締結為友好城市。
2005年，福州市政府设计与捐建了协和园的主要建筑福州亭（Fuzhou Ting），安装在协和园的最高点。